# Oreste Forlani
Oreste Pietro Forlani (Pontelagoscuro, 29 giugno 1872 – Ferrara, 1º maggio 1947) è stato un pittore e illustratore italiano.

## Biografia
Nato da Gaetano e da Maria Vallieri, i quali gestivano con la famiglia di lui un'osteria nel borgo fluviale di Pontelagoscuro, Oreste fu colpito alle gambe da una grave forma di poliomielite a neppure un anno di età. Il padre avrebbe voluto farne un sarto, allogandolo inizialmente come garzone in un laboratorio del paese ma il giovane, dimostrando una notevole inclinazione al disegno, riuscì a convincerlo a farsi iscrivere alla Civica Scuola d'Arte Dosso Dossi di Ferrara.
Qui egli frequentò i corsi di Figura, Ornato e Decorazione, ebbe un rapporto privilegiato con il pittore simbolista Adolfo Magrini che più volte lo ritrasse, come nella Sacra Famiglia, olio su tela oggi custodito a Ro Ferrarese nella Fondazione Cavallini-Sgarbi. Fu inoltre amico del decoratore liberty Ildebrando Capatti e dello scultore Giovanni Pietro Ferrari, che poi realizzò un suo busto in gesso patinato (Pontelagoscuro, Centro civico). Oreste Forlani iniziò ad esporre nelle mostre collettive della città: la prima rassegna, allestita a Palazzo Bentivoglio, è dell'autunno 1891, anno in cui tutta la famiglia Forlani si era trasferita a Ferrara. Successivamente il pittore espose nelle collettive di Palazzo dei Diamanti, organizzate dalla Società Benvenuto Tisi. 
Già nella mostra del 1897 Forlani presentava soggetti decadenti e macabri, come farà poi nelle edizioni del 1898, del 1900 e del 1901. Temi letterari (I fiori del male) o mistici (Le spose del Signore, Ruit hora memento) lo avvicinarono alle allegorie dell'amico Magrini o a suggestioni liberty, come nel caso della composizione allegorica del 1899 conservata presso il Civico Museo dell'Ottocento. Queste tangenze saranno poi sviluppate durante il suo soggiorno di studio a Firenze. Qui si iscrisse nel 1902 alla Scuola libera del nudo presso l'Accademia di belle arti e fu uno degli ultimi allievi di Giovanni Fattori, ma osservò con attenzione le opere di Arnold Böcklin, Galileo Chini, Plinio Nomellini e soprattutto Adolfo De Carolis, del quale frequentò il corso di Ornato. Ciò si evidenzia nei soggetti da lui realizzati: sirene sul fiume,fuochi fatui, donne-libellule, paesaggi lunari, teschi e scheletri, come si nota ad esempio in Notturno sul Po (La Sirena) (Ferrara, collezione privata) o La Morte nella casa contadina (Pontelagoscuro, Centro Civico).
Lo studio dell'aulica maniera neo-rinascimentale di De Carolis lo portò ad elaborare copertine per la rivista Emporium, cartoline, chine come quella per il "Comitato per l'Aeroplano" del 1912 (Ferrara, Museo del Risorgimento e della Resistenza), pergamene, diplomi e copertine di libri. È quest'ultimo il caso di Sonetti e rime diverse di Ipsilon, 1916, e di Racconti di guerra di Ildebrando Bencivenni, 1920, o della pergamena per il maestro Luigi Ferri (1924, Museo del Risorgimento e della Resistenza), mentre più novecentista risulta il bozzetto di copertina per Almanacco del Resto del Carlino (1930, Ferrara, Raccolta d'arte della BPER).
Sposatosi a Ferrara con la mantovana Luisa Cugini ed avendone avuto una figlia, Maria Giovanna (entrambe ritratte in più occasioni), Forlani si vide costretto ad avviare, per mantenere la famiglia, una scuola privata di pittura. Fra gli allievi ebbe il pittore Marcello Tassini e il ginecologo e collezionista d'arte Cesare Merletti. Successivamente, sempre a Ferrara, prese ad insegnare presso la Scuola di avviamento professionale "Giovanni Bianchini", per la quale elaborò anche la grafica del diploma di licenza.
La sua pittura conobbe nel frattempo una sorta di involuzione stilistica, tanto che alle collettive ferraresi tra il 1920 e il 1930 presentò nature morte nel solco della tradizione più consolidata, esponendo infatti oli e acquerelli raffiguranti rose, uccelli, dalie, grappoli d'uva, mele e arance, recuperando quasi la lezione dei pittori barocchi assieme al ricordo delle obsolete composizioni in voga nell'età umbertina. Sempre più isolato nel clima di fervido Novecento promosso a Ferrara da Achille Funi e dai suoi epigoni, Forlani era rispettato per le qualità tecniche e formali, ma sempre più si adagiava in una "maniera" corriva e commerciale, raggiungendo talora esiti zuccherosi e vagamente kitsch.
Oreste Forlani continuò ad esporre fino al 1941 presentando Zinnie ad una collettiva presso il Circolo Rionale Magnani di Ferrara; pochi mesi dopo la fine della guerra mondiale perse la moglie Luisa e due anni dopo fu colpito da un collasso cardiocircolatorio nella sua casa.